# Schimmelspanner
De schimmelspanner (Dysstroma truncata, voorheen Chloroclysta truncata) is een nachtvlinder uit de familie van de spanners (Geometridae). De vlinder heeft een spanwijdte tussen de 32 en 39 millimeter. De kleuren van de vlinder zijn zeer variabel.
Waardplanten van de schimmelspanner zijn lage planten van veel verschillende geslachten.
In Nederland en België is de schimmelspanner een vrij gewone soort die verspreid over het hele gebied voorkomt. De vliegtijd is van eind april tot eind september in twee generaties.
Het verspreidingsgebied beslaat een gehele Palearctisch gebied en ook aangrenzend Noord-Amerika.

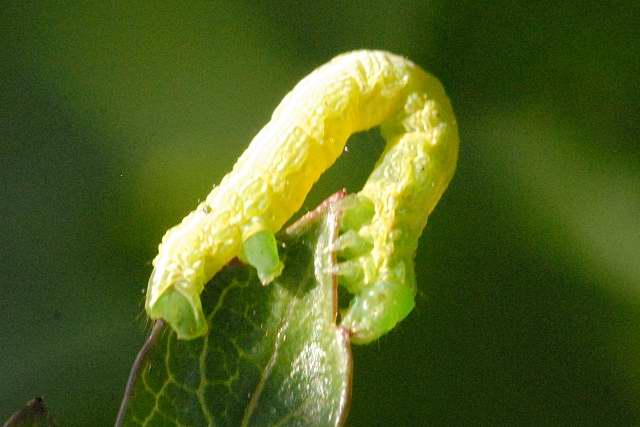
Rups
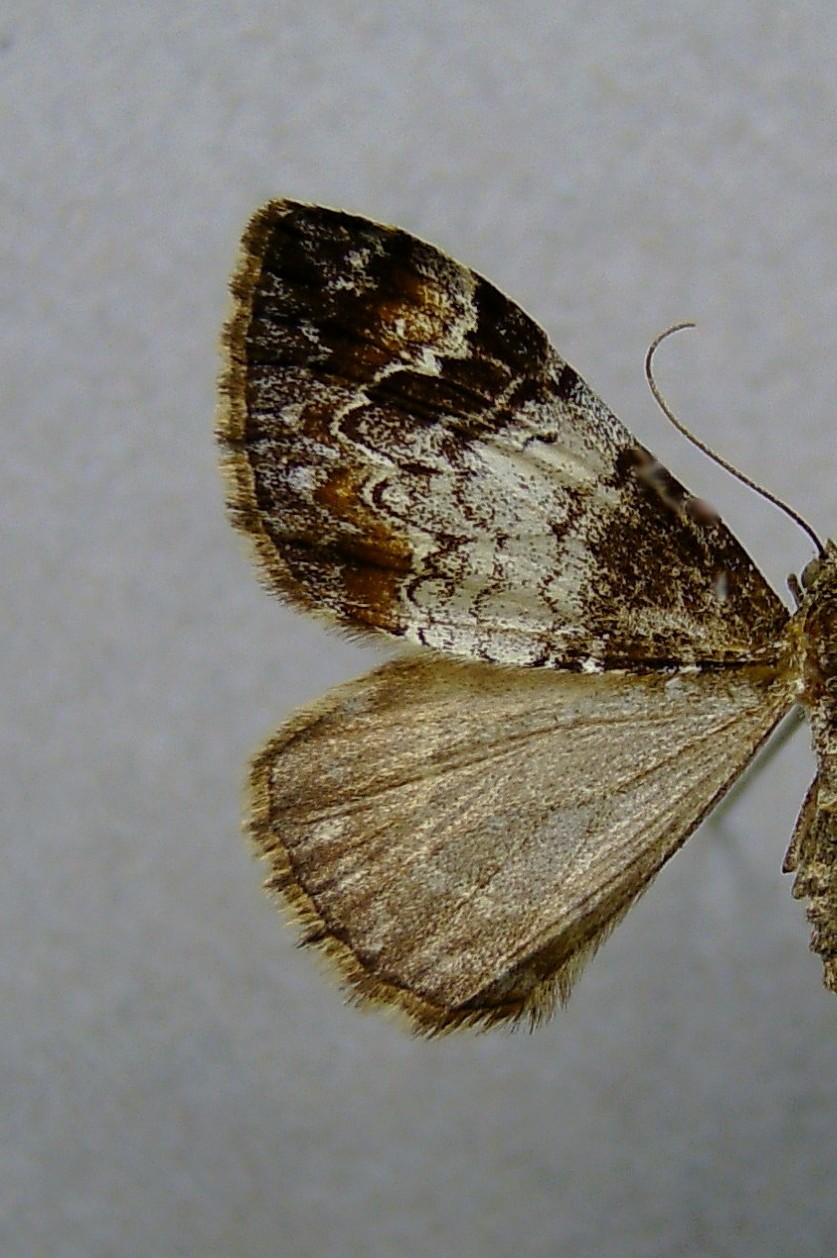
Detail vleugeltekening

## Bron
- Paul Waring en Martin Townsend, Nachtvlinders, veldgids met alle in Nederland en België voorkomende soorten, Baarn, 2006.

1. ↑  Taxonomische informatie over Dysstroma truncata bij Fauna Europaea.